# Lijst van Zuid-Afrikaanse politieke partijen
Dit is een lijst van Zuid-Afrikaanse politieke partijen.
Zuid-Afrika is een parlementaire republiek en kent geen kiesdrempel. De partijen die in het parlement verkozen zijn, zijn vooral sociaaldemocraten, liberalen, islamisten en nationalisten die de rechten van een bepaalde bevolkingsgroep aanbelangen. Dit gaat dan vooral over zwart-nationalisme, blank-nationalisme en Zulu-nationalisme. De overige partijen die niet zijn vertegenwoordigd in het parlement zijn sterkt uiteenlopend, van partijen die het land willen hernoemen naar Azanië tot pro-apartheidspartijen en van ecologische tot homofobe partijen etc.

## Partijen

### Vertegenwoordigd in deNationale Vergadering(2024)

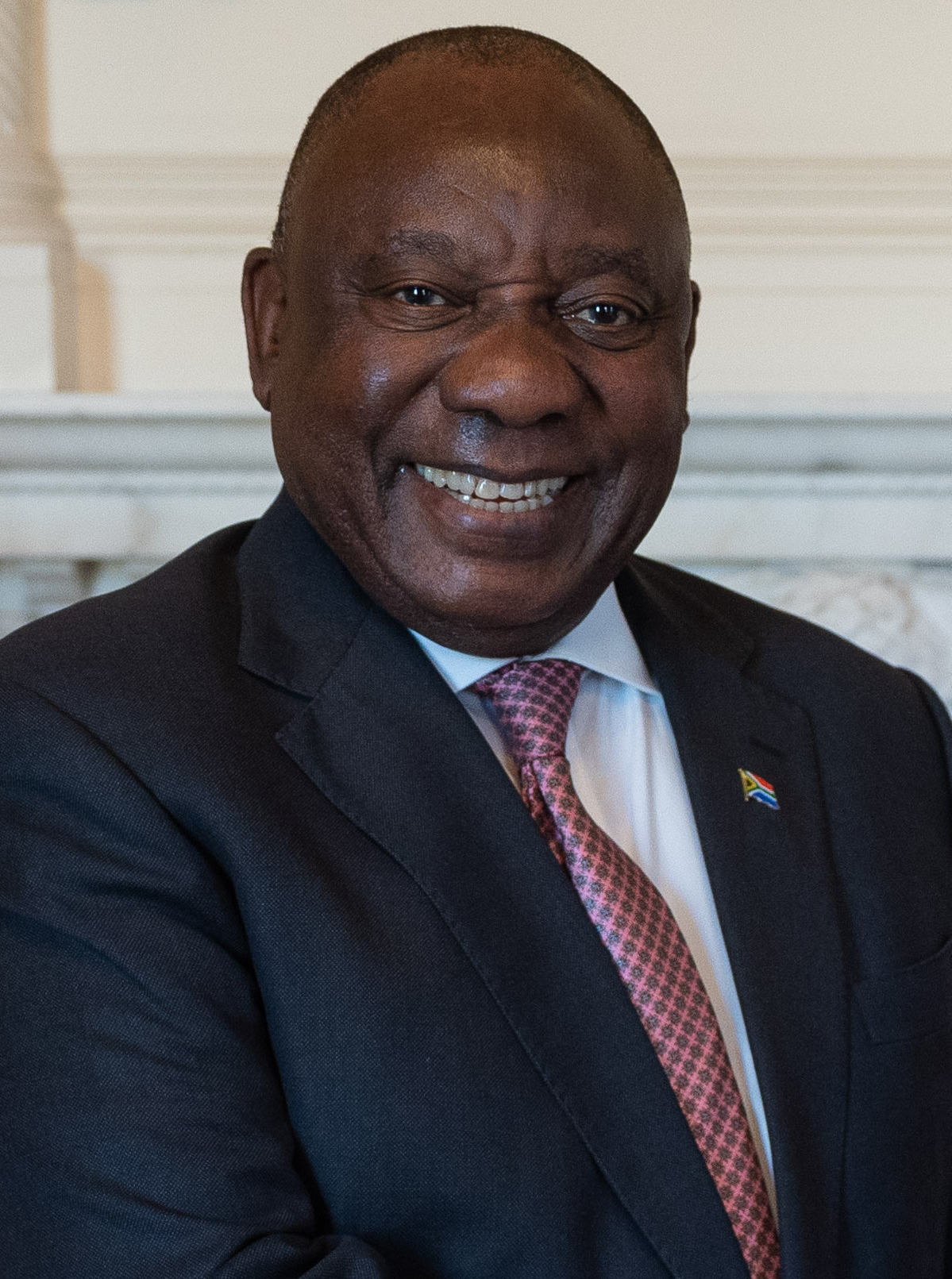
Cyril Ramaphosa (ANC)

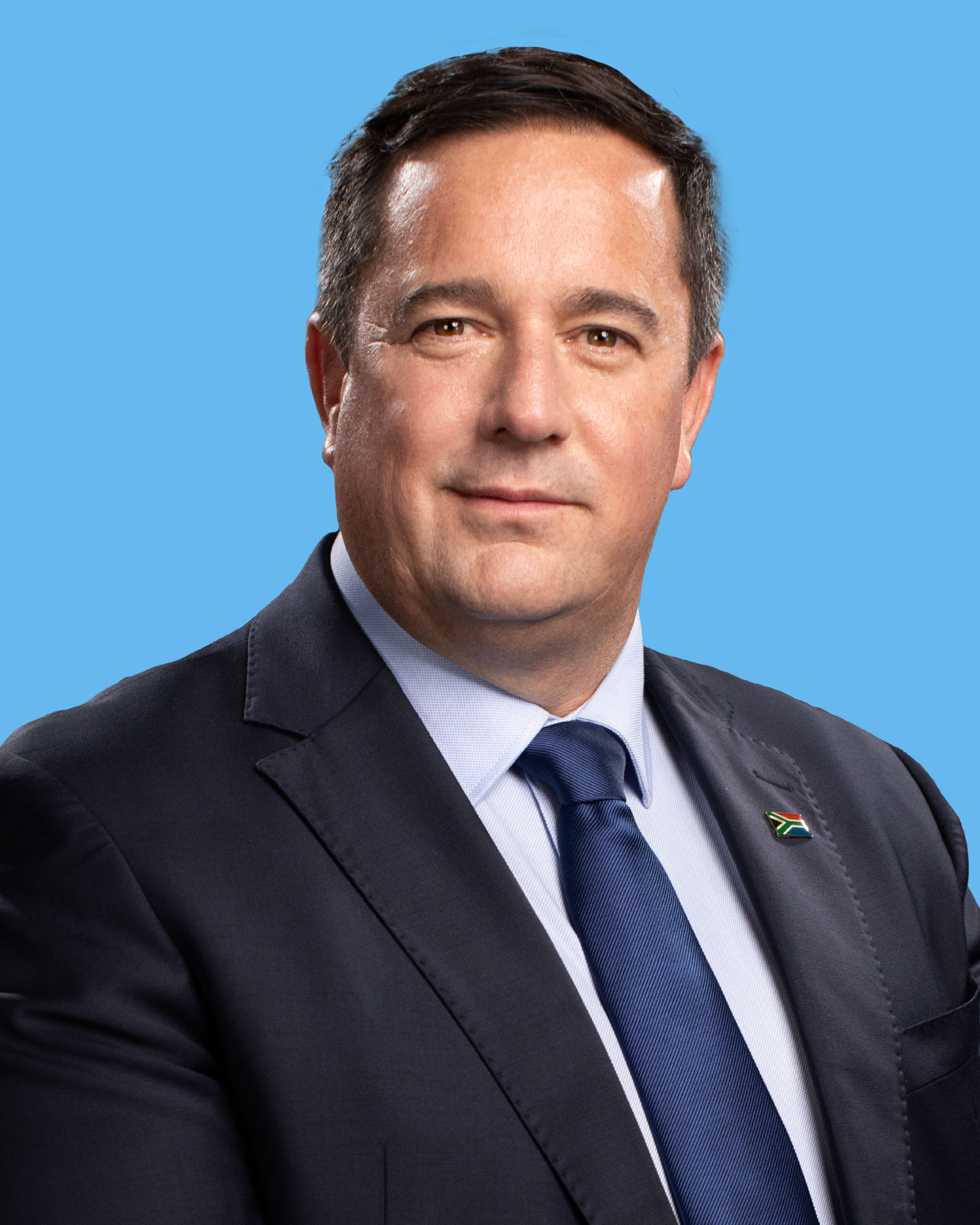
John Steenhuisen (Democratic Alliance)

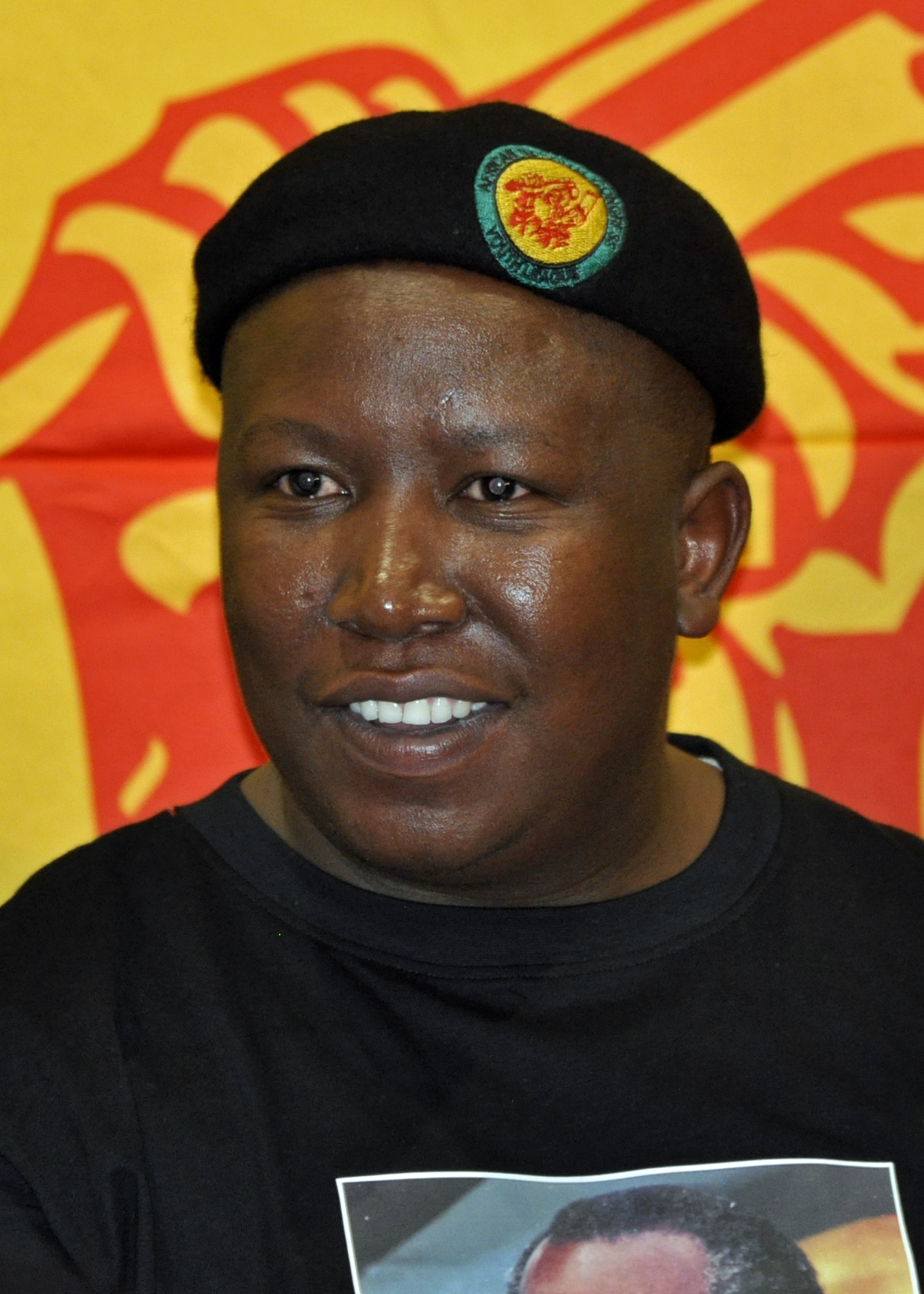
Julius Malema (EFF)

| Partij                             | Afkorting | Ideologie                                | Richting                 | Zetels |
| ---------------------------------- | --------- | ---------------------------------------- | ------------------------ | ------ |
| African National Congress          | ANC       | sociaaldemocratie Afrikaans-nationalisme | centrumlinks             | 159    |
| Democratic Alliance                | DA        | liberalisme                              | centrum                  | 87     |
| uMkhonto weSizwe                   | MK        | Zulu-nationalisme                        | links                    | 58     |
| Economic Freedom Fighters          | EFF       | communisme Anti̩-Europees                 | extreemlinks             | 39     |
| Inkatha Freedom Party              | IFP       | federalisme Zulu-belangen                | rechts                   | 17     |
| Patriotic Alliance                 | PA        | populisme                                | rechts                   | 9      |
| Freedom Front Plus                 | FF+       | Afrikanernationalisme christendemocratie | centrumrechts tot rechts | 6      |
| ActionSA                           |           | klassiek liberalisme                     | centrumrechts            | 6      |
| African Christian Democratic Party | ACDP      | christendemocratie conservatisme         | centrumrechts tot rechts | 3      |
| United Democratic Movement         | UDM       | sociaaldemocratie                        | centrumlinks             | 3      |
| Rise Mzansi                        | RISE      | Derde weg                                | centrumlinks             | 2      |
| Build One South Africa             | BOSA      | liberalisme                              | centrum                  | 2      |
| African Transformation Movement    | ATM       | christendemocratie                       | centrumrechts            | 2      |
| Al Jama-ah                         | ALJAMA    | islamisme moslimfundamentalisme          |                          | 2      |
| National Coloured Congress         | NCC       | localisme                                |                          | 2      |
| Pan Africanist Congress of Azania  | PAC       | sociaaldemocratie panafrikanisme         | links tot extreemlinks   | 1      |
| United Africans Transformation     | UAT       | panafrikanisme socialisme                | links                    | 1      |
| Good                               |           | sociaalliberalisme                       | centrumlinks             | 1      |

### Enkel vertegenwoordigd in een provincieraad
| Partij                              | Ideologie                      | Richting     | Provincie       | Zetels |
| ----------------------------------- | ------------------------------ | ------------ | --------------- | ------ |
| National Freedom Party              | sociaaldemocratie egalitarisme | centrumlinks | KwaZoeloe-Natal | 1      |
| African Congress for Transformation | panafrikanisme                 | links        | Vrijstaat       | 1      |

### Niet vertegenwoordigd in een parlement
| Partij                                      | Ideologie                                     | Richting                 |
| ------------------------------------------- | --------------------------------------------- | ------------------------ |
| Africa Muslim Party                         | islamisme                                     |                          |
| African Christian Alliance                  |                                               |                          |
| African Democratic Change                   |                                               |                          |
| African Independent Congress                | conservatisme                                 |                          |
| African Peoples' Convention                 | socialisme panafrikanisme                     | links                    |
| Afrikaner Volksparty                        |                                               |                          |
| Agang South Africa                          | anti-corruptie liberalisme                    | centrumlinks tot centrum |
| Alliance of Free Democrats                  |                                               |                          |
| A-Party                                     |                                               |                          |
| Azanian People's Organisation               | communisme zwarte bewustzijnsbeweging         | links tot extreemlinks   |
| Black First Land First                      | marxisme-leninisme zwarte suprematie          | extreemlinks             |
| Boerestaat Party                            | Afrikanernationalisme Blank nationalisme      | rechts                   |
| Bolshevik Party of South Africa             |                                               |                          |
| Cape Party                                  | populisme separatisme                         | centrum                  |
| Christen Party / Christian Party            | christendemocratie                            |                          |
| Christian Democratic Party                  | christendemocratie                            | centrumrechts tot rechts |
| Communist Party of South Africa             |                                               |                          |
| Congress of the People                      | sociaaldemocratie progressief liberalisme     | centrumlinks             |
| Dabalorivhuwa Patriotic Front               | Venda-nationalisme                            |                          |
| Dagga Party                                 | legalisering van cannabis                     |                          |
| Dikwankwetla Party                          |                                               |                          |
| ECOPEACE Party                              | ecologisme anti-imperialisme                  | links                    |
| Front National                              | etnisch nationalisme volksstaat               | rechts tot extreemrechts |
| God's People's Party                        |                                               |                          |
| Green Party of South Africa                 | ecologisme                                    | centrumlinks tot links   |
| Herstigte Nasionale Party                   | pro-apartheid blanke suprematie               | extreemrechts            |
| Izwi Lethu Party                            |                                               |                          |
| Keep it Straight and Simple Party           | liberalisme                                   | rechts                   |
| Kingdom Governance Movement                 | christendemocratie homofobie                  | rechts tot extreemrechts |
| Libertarian Party of South Africa           | libertarisme                                  |                          |
| Minority Front                              | sociaaldemocratie minderheidsbelangen         |                          |
| National Alliance                           |                                               |                          |
| National Conservative Party of South Africa | conservatisme etnisch nationalisme            | rechts                   |
| National Democratic Convention              | conservatisme federalisme                     | rechts                   |
| National Party South Africa                 | populisme conservatisme                       |                          |
| National People's Party                     | populisme                                     | links                    |
| Pan Africanist Movement                     |                                               |                          |
| Peace and Justice Congress                  |                                               |                          |
| Republican Democrats                        |                                               |                          |
| Social Democratic Party SA                  |                                               |                          |
| Socialist Green Coalition                   |                                               |                          |
| Socialist Party of Azania                   | marxisme-leninisme zwarte bewustzijnsbeweging | links                    |
| South African Communist Party               | communisme marxisme-leninisme                 | extreemlinks             |
| True Freedom Party                          |                                               |                          |
| Ubuntu Party                                |                                               |                          |
| United Christian Democratic Party           | christendemocratie                            | centrumrechts tot rechts |
| United Congress                             | socialisme                                    | links                    |
| Women Forward                               |                                               |                          |
| Workers and Socialist Party                 | socialisme marxisme-trotskisme                | extreemlinks             |
| Ximoko Party                                |                                               |                          |

### Voormalige partijen
| Partij                            | Ideologie                              | Richting      | Opgehouden in | Opgegaan in                                                      |
| --------------------------------- | -------------------------------------- | ------------- | ------------- | ---------------------------------------------------------------- |
| Afrikaner Party                   |                                        |               | 1951          | National Party                                                   |
| Conservative Party                | conservatisme blank nationalisme       | extreemrechts | 2004          | Freedom Front Plus                                               |
| Labour Party                      | sociaaldemocratie                      | centrumlinks  | 1958          |                                                                  |
| South African Party               | conservatisme blank nationalisme       | rechts        | 1934          | United Party                                                     |
| National Party                    | Apartheid republicanisme               | rechts        | 1997          | ANC                                                              |
| Dominion Party                    |                                        |               | 1948          |                                                                  |
| United Party                      | conservatisme Rechten voor kleurlingen |               | 1977          | Progressive Federal Party New Republic Party South African Party |
| Liberal Party of South Africa     | liberalisme                            |               | 1968          |                                                                  |
| Progressive Party                 | liberalisme anti-apartheid             |               | 1975          | Reform Party                                                     |
| Labour Party                      | anti-apartheid                         |               | 1994          | ANC                                                              |
| Democratic Party                  |                                        |               | 1977          | United Party                                                     |
| Progressive Reform Party          | liberalisme                            |               | 1977          | New Republic Party                                               |
| Reform Party                      | liberalisme anti-apartheid             |               | 1975          | Progressive Party                                                |
| New Republic Party                | conservatisme Commonwealth voorstander | rechts        | 1988          | Independent Party                                                |
| Progressive Federal Party         | liberalisme anti-apartheid             | centrum       | 1989          | Democratic Party                                                 |
| South African Party               |                                        |               | 1980          | National Party                                                   |
| Democratic Party                  | liberalisme anti-apartheid             | centrumrechts | 2000          | Democratic Alliance                                              |
| New National Party                | christendemocratie staatsnationalisme  | centrumrechts | 2005          | ANC                                                              |
| Federal Alliance                  |                                        |               | 2007          | Freedom Front Plus                                               |
| Independent Democrats             | conservatief-liberalisme               | centrum       | 2014          | Democratic Alliance                                              |
| Nasionale Aksie                   |                                        |               | 2004          |                                                                  |
| Pro-death Penalty Party           | pro-doodstraf                          |               | ?             |                                                                  |
| New Labour Party                  |                                        |               | 2009          | Christian Democratic Alliance                                    |
| South African Democratic Congress |                                        |               | 2011          | Democratic Alliance                                              |
| Christian Democratic Alliance     | christendemocratie                     |               | 2009          |                                                                  |
| United Independent Front          |                                        |               | 2010          |                                                                  |
| South African Business Party      |                                        |               | 2012          | Een NGO                                                          |
| Christian Front                   | christendemocratie                     |               | 2014          |                                                                  |
| Universal Party                   |                                        |               | 2014          |                                                                  |
| Federal Party                     |                                        |               | ?             |                                                                  |
| Federation of Democrats           |                                        |               | ?             |                                                                  |